# Spezia Calcio 1906 2005-2006
Questa pagina raccoglie le informazioni riguardanti lo Spezia Calcio 1906 nelle competizioni ufficiali della stagione 2005-2006.

## Stagione

### Campionato
Nella stagione 2005-2006, totalizzando 63 punti, lo Spezia allenato da Antonio Soda, si è classificato primo in classifica nel girone A del campionato di Serie C1. Con sette punti di vantaggio sulla seconda squadra classificata, il Genoa, che veniva considerato come il maggior candidato alla vittoria del torneo. Proprio il Genoa è stato sconfitto dallo Spezia per la prima volta nella storia, (2-0) nella partita di ritorno allo Stadio Alberto Picco grazie ad una doppietta di Massimiliano Guidetti.

Lo Spezia ha pertanto conquistato la promozione in Serie B; evento da ricordarsi come straordinario per la storia del club che non partecipava al campionato cadetto da ben cinquantacinque anni e proprio nel 2006 ha festeggiato il centenario della propria fondazione.

Punto di forza della squadra aquilotta è stato senza dubbio l'aver ottenuto 14 vittorie casalinghe, le ultime 11 delle quali consecutive, e le marcature degli attaccanti Massimiliano Guidetti (15 gol e capocannoniere del girone) e Massimiliano Varricchio (13 gol). Inoltre ha espresso la miglior difesa del campionato, con solo 22 reti subite.

### Coppe
Lo Spezia è stato eliminato al primo turno di Coppa Italia dal Cesena, essendo stato sconfitto per 0-1 con un gol segnato da Ciaramitaro negli ultimi minuti dei tempi supplementari.

In Coppa Italia Serie C, competizione a cui lo Spezia ha partecipato di diritto dopo essere stato eliminato dalla Coppa Italia maggiore, è stato eliminato nei sedicesimi di finale dalla Lucchese.

Infine lo Spezia si è aggiudicato la Supercoppa di Lega Serie C1 imponendosi nella doppia finale sul Napoli.

## Rosa
| N. |                      | Ruolo | Calciatore          |
| -- | -------------------- | ----- | ------------------- |
|    | Italia (bandiera)    | P     | Ivano Rotoli        |
|    | Argentina (bandiera) | P     | Hugo Daniel Rubini  |
|    | Italia (bandiera)    | P     | Alessio Locatelli   |
|    | Italia (bandiera)    | D     | Ferdinando Giuliano |
|    | Italia (bandiera)    | D     | Simone Groppi       |
|    | Italia (bandiera)    | D     | Roberto Maltagliati |
|    | Italia (bandiera)    | D     | Alberto Bianchi     |
|    | Italia (bandiera)    | D     | Pietro Fusco        |
|    | Italia (bandiera)    | D     | Davide Addona       |
|    | Italia (bandiera)    | D     | Valter Paruta       |
|    | Italia (bandiera)    | D     | Marco Gorzegno      |
|    | Italia (bandiera)    | C     | Vanni Pessotto      |

| N. |                   | Ruolo | Calciatore              |
| -- | ----------------- | ----- | ----------------------- |
|    | Italia (bandiera) | C     | Simonluca Agazzone      |
|    | Italia (bandiera) | C     | Paolo Ponzo             |
|    | Italia (bandiera) | C     | Giuseppe Alessi         |
|    | Italia (bandiera) | C     | Nicola Padoin           |
|    | Italia (bandiera) | C     | Giampaolo Ciarcià       |
|    | Italia (bandiera) | C     | Davide Saverino         |
|    | Italia (bandiera) | C     | Vito Grieco             |
|    | Italia (bandiera) | C     | Mirko Bruccini          |
|    | Italia (bandiera) | A     | Massimiliano Varricchio |
|    | Italia (bandiera) | A     | Massimiliano Guidetti   |
|    | Italia (bandiera) | A     | Matteo Pelatti          |
|    | Italia (bandiera) | A     | Saverio Guariniello     |

## Risultati

### Serie C1

#### Girone di andata
| Arbitro: | Orsato (Schio) |

|                    |           |              |
| Temelin 28’ (rig.) | Marcatori | 51’ Guidetti |

| Arbitro: | Lena (Ciampino) |

|                                              |           |  |
| Varricchio 16’, 79’ (rig.) Guidetti 66’, 85’ | Marcatori |  |

| Arbitro: | Iannone (Napoli) |

|                    |           |                                 |
| Martini 84’ (rig.) | Marcatori | 31’ Varricchio 81’, 89’ Pelatti |

| Arbitro: | Barbirati (Ferrara) |

|              |           |           |
| Guidetti 35’ | Marcatori | 28’ Sestu |

| Arbitro: | Marrocco (Pisa) |

|                |           |  |
| Varricchio 23’ | Marcatori |  |

| Arbitro: | Orsato (Schio) |

|  |           |             |
|  | Marcatori | 51’ Pelatti |

| Arbitro: | Velotto (Grosseto) |

|                                                     |           |  |
| Guidetti 46’ Pelatti 71’ Padoin 84’ Guariniello 88’ | Marcatori |  |

| Arbitro: | Iannone (Napoli) |

|                                |           |                         |
| Masolini 15’ (rig.) Morini 29’ | Marcatori | 17’ Guidetti 42’ Padoin |

| Arbitro: | Giglioni (Siena) |

|                   |           |                              |
| Guidetti 16’, 75’ | Marcatori | 10’ Movilli 77’ (rig.) Bondi |

| Arbitro: | Damato (Barletta) |

|            |           |                |
| Barjie 81’ | Marcatori | 54’ Varricchio |

| La Spezia 11 novembre 2005 11ª giornata | Spezia                       | 0 – 0 | Novara | Stadio Alberto Picco\| Arbitro: \| Tommasi (Bassano del Grappa) \| |
| Arbitro:                                | Tommasi (Bassano del Grappa) |       |        |                                                                    |

| Arbitro: | Gervasoni (Mantova) |

|           |           |  |
| Greco 35’ | Marcatori |  |

| Arbitro: | Celi (Bari) |

|             |           |                |
| Coralli 39’ | Marcatori | 21’ Varricchio |

| Arbitro: | Zanardo (Conegliano) |

|                            |           |  |
| Varricchio 5’ Guidetti 50’ | Marcatori |  |

| Arbitro: | Mannella (Avezzano) |

|           |           |                       |
| Salvi 21’ | Marcatori | 88’ (rig.) Varricchio |

| Arbitro: | Salati (Trento) |

|                |           |  |
| Varricchio 37’ | Marcatori |  |

| Arbitro: | Pierpaoli (Firenze) |

|                       |           |  |
| Succi 58’ Cavagna 89’ | Marcatori |  |

#### Girone di ritorno
| Arbitro: | Rubino (Salerno) |

|                           |           |             |
| Groppi 45’ Varricchio 80’ | Marcatori | 23’ Temelin |

| Salerno 14 gennaio 2006 19ª giornata | Salernitana       | 0 – 0 | Spezia | Stadio Arechi\| Arbitro: \| Damato (Barletta) \| |
| Arbitro:                             | Damato (Barletta) |       |        |                                                  |

| Arbitro: | Velotto (Grosseto) |

|             |           |  |
| Pelatti 17’ | Marcatori |  |

| Arbitro: | Scoditti (Bologna) |

|             |           |  |
| Carteri 57’ | Marcatori |  |

| Arbitro: | Celi (Bari) |

|                               |           |                         |
| Memmo 44’ Califano 55’ (rig.) | Marcatori | 49’ Addona 80’ Gorzegno |

| Arbitro: | Ferrandini (Sondrio) |

|              |           |  |
| Guidetti 25’ | Marcatori |  |

| Pavia 26 febbraio 2006 24ª giornata | Pavia                   | 0 – 0 | Spezia | Stadio Pietro Fortunati\| Arbitro: \| Zanzi (Lugo di Romagna) \| |
| Arbitro:                            | Zanzi (Lugo di Romagna) |       |        |                                                                  |

| Arbitro: | Pierpaoli (Firenze) |

|                                |           |             |
| Groppi 40’ Guidetti 44’ (rig.) | Marcatori | 2’ Rebecchi |

| Arbitro: | Gervasoni (Mantova) |

|          |           |  |
| Taua 45’ | Marcatori |  |

| Arbitro: | Iannone (Napoli) |

|               |           |  |
| Varricchio 2’ | Marcatori |  |

| Arbitro: | Lena (Ciampino) |

|                                     |           |              |
| Bonfanti 21’ Ciuffetelli 78’ (rig.) | Marcatori | 60’ Gorzegno |

| Arbitro: | Damato (Barletta) |

|                  |           |  |
| Guidetti 3’, 42’ | Marcatori |  |

| Arbitro: | Barbirati (Ferrara) |

|             |           |  |
| Guidetti 8’ | Marcatori |  |

| Arbitro: | Mannella (Avezzano) |

|  |           |                |
|  | Marcatori | 36’ Varricchio |

| Arbitro: | Zanardo (Conegliano) |

|              |           |  |
| Guidetti 34’ | Marcatori |  |

| Padova 1º maggio 2006 33ª giornata | Padova             | 0 – 0 | Spezia | Stadio Euganeo\| Arbitro: \| Velotto (Grosseto) \| |
| Arbitro:                           | Velotto (Grosseto) |       |        |                                                    |

| Arbitro: | De Toni (Schio) |

|                             |           |             |
| Varricchio 40’ Saverino 61’ | Marcatori | 63’ Giraldi |

### Supercoppa di Lega di Serie C1
| La Spezia 14 maggio 2006 Andata | Spezia         | 0 – 0 referto | Napoli | Stadio Alberto Picco\| Arbitro: \| Orsato (Schio) \| |
| Arbitro:                        | Orsato (Schio) |               |        |                                                      |

| Arbitro: | Scoditti (Bologna) |

|                       |           |             |
| Bogliacino 83’ (rig.) | Marcatori | 60’ Pelatti |

### Coppa Italia

#### Preliminari
| Arbitro: | Collina (Viareggio) |

|  |           |                  |
|  | Marcatori | 120’ Ciaramitaro |

#### Fase ad eliminazione diretta
| La Spezia 9 novembre 2005 Sedicesimi di finale - Andata | Spezia    | 1 – 1      | Lucchese | Stadio Alberto Picco |
| \| \| \| \| \| Paruta 35’ \| Marcatori \| 65’ Masini \| |           |            |          |                      |
|                                                         |           |            |          |                      |
| Paruta 35’                                              | Marcatori | 65’ Masini |          |                      |

| Lucca 30 novembre 2005 Sedicesimi di finale - Ritorno                             | Lucchese  | 3 – 2                | Spezia | Stadio Porta Elisa |
| \| \| \| \| \| Nardi 77’, 88’ Fabiano 81’ \| Marcatori \| 16’, 58’ Guariniello \| |           |                      |        |                    |
|                                                                                   |           |                      |        |                    |
| Nardi 77’, 88’ Fabiano 81’                                                        | Marcatori | 16’, 58’ Guariniello |        |                    |